# Зелёный собор
Зелёный собор (нидерл. De Groene Kathedraal) — художественная посадка из чёрных тополей (Populus nigra) близ Алмере, которая имитирует размер и форму французского Реймсского собора.
Размер посадки — 150 м в длину и 75 м в ширину, высота взрослых тополей составляет около 30 метров.

## История
Ландшафтный проект («Gothisch Groeiproject») из 178 деревьев был создан (высажен) голландским художником Маринусом Буземом 16 апреля 1987 года на польдере в провинции Флеволанд. В последующие годы некоторые деревья были заменены из-за повреждений, нанесенных оленями. В расположенном рядом лесу сделана просека посреди дубов и грабов, имеющая форму этого же собора.
В 1996 году были закончены бетонные дорожки, изображающие поперечные рёбра готических сводов. В этом же году «собор» был открыт для посещения публикой, став известной достопримечательностью: в нём проходят венчания, похороны и различные религиозные службы.
В 2015 году в соборе проходили художественные представления театральной группы Suburbia под названием Judas, а в 2013 году — перформанс Мелани Бонахо под названием Matrix Botanica, Biosphere Above Nations.
В Нидерландах были выпущены почтовые марки, посвящённые Зелёному собору.